# Beyond Freedom and Dignity
Beyond Freedom and Dignity és l'obra més coneguda de Burrhus Frederic Skinner, en què s'exposen els principis bàsics del conductisme. Publicada el 1971, ataca el concepte de lliure albir per no estar científicament provat i proposa estudiar les motivacions del comportament humà per tal d'establir una societat millor (utopia).
Skinner afirma que els humans, des que neixen, reben premis o càstigs per la seva conducta, que la reforcen o la inhibeixen, i així es forma una concepció del que és correcte fer. Però els càstigs tenen massa efectes negatius sobre el subjecte; cal guiar-lo d'una manera racional i no punitiva (alternativa que va desenvolupar en una novel·la, Walden 2).
Una societat més ben educada mitjançant una enginyeria de la conducta podria acabar amb les xacres de la fam, la contaminació i l'amenaça constant de la guerra. Aquesta enginyeria ha de basar-se en l'aplicació i sistematització de reforçaments dels aspectes considerats positius.